# Изпълнително устройство
Изпълнително устройство е устройство в система за автоматично управление или регулиране, въздействащо на процес в съответствие с получавана командна информация. Състои се от два функционални блока: изпълнителен механизъм и регулиращ орган и може да се допълва с други блокове.
Под изпълнително устройство в теорията за автоматичното управление се разбира устройство, предаващо въздействието от управляващото устройство на управлявания обект. Понякога се разглежда като съставна част от управлявания обект. Входните и изходните сигнали на изпълнителните устройства, а също така техните методи на въздействие върху обекта могат да имат различна природа.

## Примери и използване
Примери за изпълнителни устройства:
В техниката, изпълнителните устройства представляват преобразуватели, превръщащи входния сигнал (електрически, оптичен, механичен, пневматичен и др.) в изходен сигнал (обикновено в движение), въздействащ върху управлявания обект. Устройства от този тип включват: елктродвигатели, пневматични или хидравлични задвижвания, релейни устройства, електростатични двигатели (на английски: Comb drive), DMD-огледала и электроактивни полимери, соленоидно задвижване и много други.